# Martin-Niemöller-Haus (Lobeda)

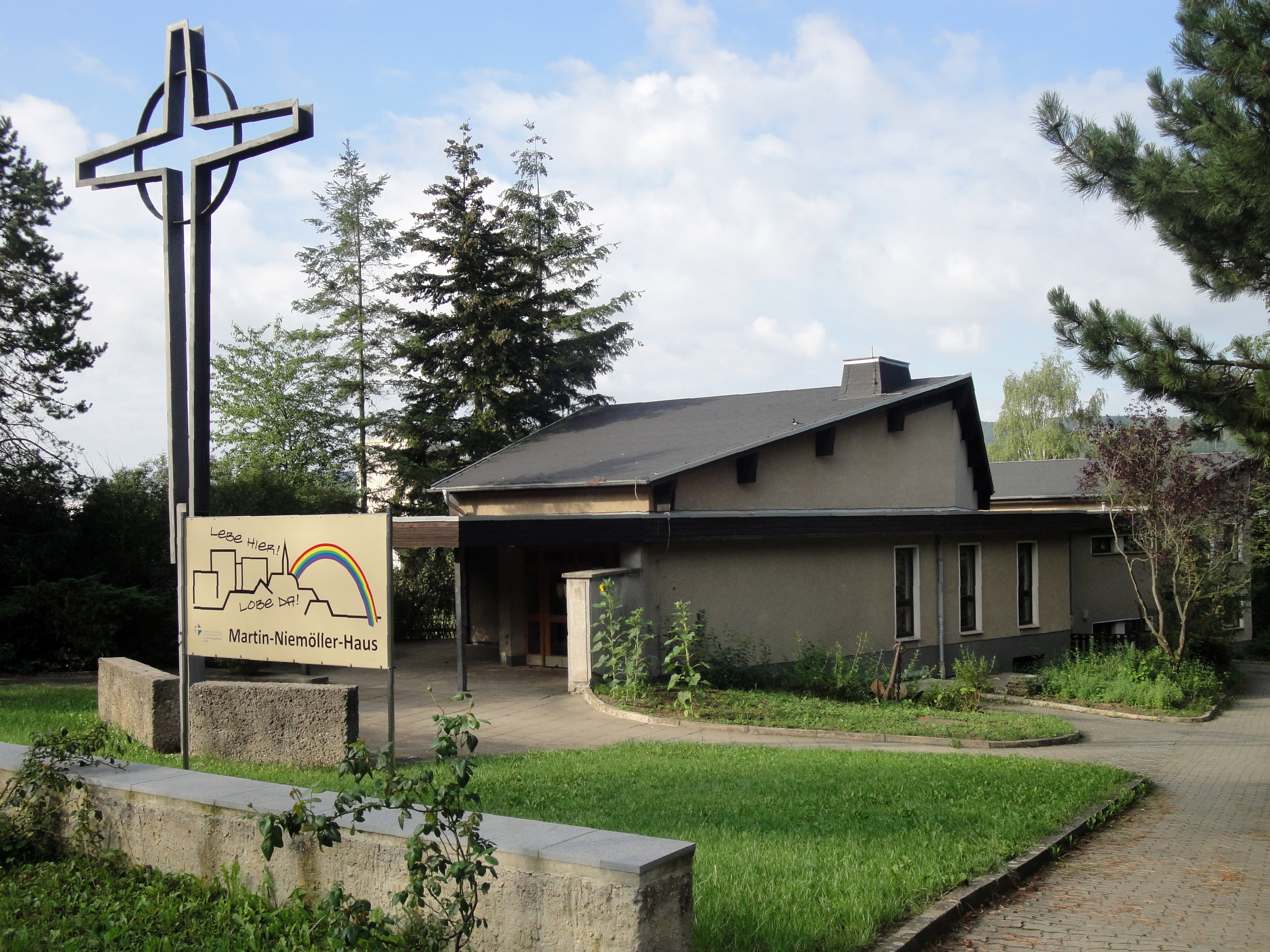
Martin-Niemöller-Haus in Jena-Lobeda (2015)

Das Martin-Niemöller-Haus ist das kirchliche Gemeindezentrum der Evangelischen Kirche in Mitteldeutschland für den Stadtteil Neulobeda von Jena, benannt nach dem evangelischen Pfarrer Martin Niemöller. Das Kirchengebäude im Ortsteil „Lobeda-Altstadt“ in der Martin-Niemöller-Straße 4 ist ein Zweckbau für Gottesdienste und Gemeindearbeit, er wurde 1983 eingeweiht. 

## Geschichte
Der erste Spatenstich zur Erschließung des Neubaugebiets erfolgte am 20. November 1964. Der Stadtteil wurde zwischen 1966 und 1986 vorwiegend für die Beschäftigten des Carl-Zeiss-Kombinates errichtet. Ziel war es, Mietwohnungen mit Fernheizung und Komfort für etwa 40.000 Menschen zu schaffen. 
Vor allem junge Familien mit Kindern zogen in das Neubaugebiet, unter ihnen auch evangelische Christen. Sie trafen sich mangels Alternativen in den privaten Wohnungen einiger Gemeindemitglieder. 
Bereits im Frühjahr 1965 hatte der Landeskirchenrat der Evangelisch-Lutherischen Kirche in Thüringen den Antrag zum Bau eines kirchlichen Zentrums im Neubaugebiet Lobeda gestellt; diesem Antrag wurde von staatlicher Seite zugestimmt. Jedoch scheiterte viele Jahre die Realisierung an staatlicherseits bewusst aufgestellten bürokratischen Hürden. 
Mitte der 1970er Jahre wurde das Thema wieder aufgegriffen und der Standort Neulobeda in das Sonderbauprogramm „Kirchen für neue Städte“ (bei dem die DDR gegen die Zahlung von D-Mark den Neubau kirchlicher Einrichtungen in ihren Neubaugebieten zuließ) aufgenommen. 
Nach vielen Schwierigkeiten entstand das von Kirchenbaurat Klaus Kaufmann entworfene Gemeindezentrum auf einem Grundstück im heutigen Ortsteil Lobeda-Altstadt. Kaufmann gliederte das Haus in drei sechseckige Baukörper und nutzte bei den zwei Ebenen geschickt die Hanglage des Grundstücks aus. Aus der Fensterfront bietet sich der Blick zum Neubaugebiet. 
Am 6. März 1983 wurde das Gemeindezentrum eingeweiht. Seit dieser Zeit dient es allen Generationen als Treffpunkt für ein lebendiges Gemeindeleben.

## Ausstattung
Der Gemeinderaum bietet Platz für 200 Besucher und kann mittels Schiebewand in der Größe verändert werden.
1987 schuf Orgelbaumeister Wolfgang Nußbücker aus Plau am See die Orgel. 
Nach 1989 erfolgte die Renovierung der Küche und der Sanitäranlagen sowie der Einbau des Theaterkellers für Jugendliche. 
Seit 2022 kann das Gemeindehaus klimaneutral beheizt und mit Strom versorgt werden, nachdem eine 22,8 kWp-Photovoltaikanlage und eine Pelletheizung installiert wurden.

## Gemeinde
Die Kirchgemeinde gehört zum Kirchenkreis Jena.

## Varia
- Neben Gottesdiensten und zahlreichen Gemeindeveranstaltungen spielt die Ökumene eine große Rolle.
- Eine Beratungsstelle der Diakonie ist im Haus erreichbar.
- Pfarrer Martin Niemöller gab die Erlaubnis, dem Hause seinen Namen zu geben. Auch signierte er ein Foto vom Gemeindezentrum.[2]